# قشلاق حاج علی قلی جلال و خان آقا
قشلاق حاج علی قلی جلال و خان آقا یک منطقهٔ مسکونی در ایران است که در بخش اسلام‌آباد واقع شده‌است. قشلاق حاج علی قلی جلال و خان آقا ۳۲ نفر جمعیت دارد.